# مبروك (فلم 1999)
مبروك هو فيلم سينمائي مغربي من إخراج إدريس شويكة سنة 1999، و بطولة كل من عبد الله فركوس، عمر السيد، ثريا العلوي، نزهة الركراكي.

## القصة
تدور أحداث الفيلم حول «مبروك»، وهو حمار لطيف وذكي، صاحبه رجل بسيط اسمه «ميلود» يعيش حياة فقيرة، وتشاء الصدف أن تعجب سائحة فرنسية بالحمار، فتعرض مبلغا محترما لشرائه، وأمام حاجته الشديدة للمال يضطر ميلود لبيع حماره ويبقى وحيدا. وتتطور الأحداث عندما يسافر «مبروك» خارج الوطن رفقة السائحة ليصاب هناك بالكآبة ويبقى صاحبه ميلود يعيش بدوره حياة تعيسة.

## وصلات خارجية
- مقالات تستعمل روابط فنية بلا صلة مع ويكي بيانات
- مبروك على كاروهات